# Monika Pikuła
Monika Pikuła (ur. 22 kwietnia 1980 w Warszawie) – polska aktorka teatralna, filmowa i dubbingowa.
Otrzymała Nagrodę im. Tadeusza Łomnickiego w 2005 za osiągnięcia teatralne w dwa lata po ukończeniu Akademii Teatralnej w Warszawie, a w 2007 otrzymała Wyróżnienie za rolę Zosi w spektaklu Wagon Teatru Współczesnego w Warszawie na XI Ogólnopolskim Festiwalu Komedii TALIA 2007 w Tarnowie.

## Twórczość
W 2003 roku ukończyła Kierunek Aktorski Akademii Teatralnej im. Aleksandra Zelwerowicza w Warszawie. Od 2005 roku jest aktorką zatrudnioną w zespole Teatru Współczesnego w Warszawie.
Jest znana także z ról serialowych i filmowych. Aktorka użyczyła też swojego głosu wielu postaciom dubbingowym np: Fredce Flinn (Fineasz i Ferb), Sandy (Sponge Bob), Nyi (Lego Ninjago), London (Nie ma jak hotel).

## Role teatralne
- 2002: Miłość do trzech pomarańczy (reż. Igor Gorzkowski)
- 2003: Sen nocy letniej Teatr Polski – Hermia (reż. Jarosław Kilian)
- 2004:
  - 111 Teatr Narodowy (reż. Redbad Klynstra)
  - Balladyna Teatr Polski – Skierka (reż. Jarosław Kilian)
- 2005: Odyseja Teatr Polski (reż. Jarosław Kilian)
- 2006: Wasza Ekscelencja Fiodora Dostojewskiego Teatr Współczesny – Sasza, córka Wujaszka (reż. Izabella Cywińska)
- 2007:
  - TV Relations/451 °F (reż. Igor Gorzkowski)
  - Teremin Teatr Współczesny – Lavinia Williams (reż. Artur Tyszkiewicz)
  - Elling Teatr Nowy Praga – Reidun (reż. Michał Siegoczyński)
  - Wagon Teatr Współczesny – Zosia (reż. Krzysztof Zaleski)

## Filmografia
- 2002: Bar Świat (spektakl telewizyjny) – obsada aktorska
- 2002: Samo życie – pielęgniarka na Izbie Przyjęć
- 2003: Plebania – członkini sekty (odc. 356)
- 2003: Na dobre i na złe – Sandra Kowalska (odc. 150)
- 2003: M jak miłość – sekretarka Jaroszego (odc. 189)
- 2003: Kasia i Tomek – dziewczyna (odc. 31 seria II)
- 2003: Kasia i Tomek – Maria (odc. 1 seria III – tylko głos)
- 2003–2004: Rodzinka – Kinga Leszczyńska
- 2004: The Aryan Couple – członek rodziny Krauzenberga
- 2004: Pręgi – uczestniczka prywatki u Wojciecha
- 2004–2005: Pensjonat pod Różą – Sonia Wężyk (odc. 20, 34-38)
- 2005: Wróżby kumaka – przewodnicząca ZMP
- 2005: Presja (etiuda szkolna) – Aga
- 2005: Parę osób, mały czas – Monika
- 2005: Kochajmy się (etiuda szkolna) – Ania
- 2005: Klinika samotnych serc – Sandra, przyjaciółka Ewy Majdan (odc. 15-16)
- 2005: Boża podszewka II – Halinka Juchniewiczówna (odc. 5, 7-9, 12,15-16)
- 2006: Słowo honoru (spektakl telewizyjny) – dziewczyna
- 2006: Na południe od granicy (spektakl telewizyjny) – Izunia
- 2006: Magda M. – Kama Rosiak (odc. 20-22, 29-30)
- 2006: Kryminalni – córka Heleny Stanek (odc. 41)
- 2006: Dzisiaj jest piątek – Marta
- 2006–2007: Pogoda na piątek – Maja Zamecznik
- 2008: 39 i pół – realizatorka w KRB FM (odc. 6)
- 2009: Sprawiedliwi – córka mecenasa Kaliskiego (odc. 2)
- 2009: Powidoki (spektakl telewizyjny) – sędzia
- 2010: Sztuka bez tytułu (spektakl telewizyjny) – Maria Grekow
- 2010: Matka Teresa od kotów – Ewa, kuzynka Teresy
- 2011: Rezydencja – Kasia, recepcjonistka w budynku Podhorecki Holding
- 2011: Priznaky (etiuda szkolna) – obsada aktorska
- 2012: Rodzinka.pl – mama (odc. 75, 77-78)
- 2012: Prawo Agaty – sędzia Filipek (odc. 11)
- 2012: Miłość – koleżanka
- 2013: Ojciec Mateusz – Eliza Górka, córka Wiesława (odc. 115)
- 2013: Lekarze – policjantka Magda Szostak (odc. 29)
- 2013: 2XL – trenerka (odc. 6)
- 2014: Serce serduszko – pomywaczka
- 2014: Przyjaciółki – Andżelika, mama Filipa (odc. 34, 39, 41-42, 44-48)
- 2014: Lekarze – policjantka Magda Szostak (odc. 50)
- 2014: Czas honoru. Powstanie – kobieta w lesie (odc. 8)
- 2015: Mąż czy nie mąż – Kinga Winnicka, żona Czarka (odc. 1, 3, 5-8, 11)
- 2015: Król życia – łowczyni głów
- 2016: Po prostu przyjaźń – sędzia
- 2016: Ojciec Mateusz – Anna Rokitnowska, żona Filipa (odc. 194)
- 2016: Niech żyje Emma (etiuda szkolna) – kelnerka
- 2016: Na dobre i na złe – Marcel, dawniej Marzena (odc. 635)
- 2016: Druga szansa – dziennikarka (odc. 3 sezon II)
- 2017: Porady na zdrady – organizatorka wesel
- od 2017: Na dobre i na złe – Karola Szałapak, przełożona pielęgniarek
- 2018: O mnie się nie martw – Barbara, żona Cypriana (odc. 115)
- 2017–2019: Diagnoza – Marzena Sadzik, żona Piotra
- od 2019: Pierwsza miłość – Wanda Bednarska
- 2020: Listy do M. 4 – Justyna Włodarczyk
- 2020: Chyłka. Rewizja – Maria Terpińska
- 2021: Teściowie – Alusia Wilk

## Dubbing
- 1999: SpongeBob Kanciastoporty – Sandy Pysia
- 2000: Błyśnij-błyskula – Mukka (odcinki 1-10)
- 2001–2004: Liga Sprawiedliwych
- 2002–2006: Jimmy Neutron: mały geniusz – Cindy Vortex
- 2002–2007:
  - Kim Kolwiek – Joss Kolwiek (odc. 56)
  - Naruto –
    - Kin Tsuchi,
    - Temari (seria II i III),
    - Kurenai Yūhi (seria II),
    - Ayame
- 2004:
  - Pupilek
  - Legenda telewizji
  - Klub Winx − Mitzi
- 2004–2006: Liga Sprawiedliwych bez granic – Łowczyni
- 2004–2007: Danny Phantom – Sam Manson
- 2005:
  - Ben 10 – Czarodziejka (odc. 23)
  - Amerykański smok Jake Long – Trixie Carter
  - Szeregowiec Dolot
  - Nurkuj, Olly
  - Scooby Doo na tropie Mumii – Natasha
  - Oliver Twist – Nancy
  - Robotboy –
    - Tank Tonik,
    - Robotynka
- 2005–2008: Nie ma to jak hotel  – London Tipton
- 2006:
  - Pamiętniki Barbie – Raquelle
  - I ty możesz zostać bohaterem – Marti
  - Auta − Dziunia
  - Dżungla – Żuk gnojarek #2
  - Hannah Montana – Ashley Dewitt
- 2007:
  - Wiedźmin –
    - Shani,
    - Alina,
    - Południca

  - Fineasz i Ferb – Fretka Flynn
  - Sonic Underground – Sonia
  - Barbie i Magia Tęczy – Błyskotka
  - Ratatuj
  - W pułapce czasu – Laureline
- 2007–2011: ICarly – Pani Ackerman (odc. 25)
- 2008:
  - Quantum of Solace – Vesper Lynd
  - Stich!
  - Pokémon: Diament i Perła – Cynthia
  - Straspeed Szalony świat – Savania
  - Dzieciak kontra Kot – Millie
  - Pallastrike na Wyspie Wielkanocnej – Yara
  - Nie ma to jak statek – London Tipton
  - Camp Rock – Caitlyn Gellar
  - Mass Effect – Ashley Williams
  - Awatar: Legenda Aanga –
    - księżniczka Azula,
    - June (odc. 15)
- 2009:
  - Astro Boy – Cora
  - Dzieci Ireny Sendlerowej – Stefania
  - Dragon Age: Początek
  - Klopsiki i inne zjawiska pogodowe − Sam Sparks
  - Pokémon: Galaktyczne bitwy –
    - Candice,
    - Lyra

  - Tropiciele zagadek – Dziunia
  - Zagroda według Otisa – Abby
  - Góra Czarownic
  - Program ochrony Księżniczek – Carter
- 2010:
  - Harry Potter i Insygnia Śmierci: Część I – Mary Cattermole
  - Lou! – Lou
  - Podróże Guliwera – Księżniczka Mary
  - Camp Rock 2: Wielki finał – Caitlyn
  - Kick Strach się bać – Ika
  - Randka z gwiazdą – Sara Olson
  - K9 – Jorjie
  - Mass Effect 2 –
    - Ashley Williams,
    - Morinth
- 2011:
  - The Elder Scrolls V: Skyrim – Większość elfek wys. rodu
  - Totalna Porażka: Zemsta Wyspy – Anna Maria
  - My Little Pony: Przyjaźń to magia – Applejack
  - Gwiezdne wojny: Powrót Jedi – Księżniczka Leia Organa
  - Gwiezdne wojny: Imperium kontratakuje – Księżniczka Leia Organa
  - Gwiezdne wojny: Nowa nadzieja – Księżniczka Leia Organa
  - Dwiedźmy – Beth Fish
  - Rango – Fasola
  - Taniec rządzi – Tinka
  - Jessie – niania Agatha
- 2012:
  - Pokémon: Czerń i Biel – Ścieżki przeznaczenia – Cynthia
  - Prawie jak gladiator – Lucylla
  - Violetta – Francesca
  - Ninjago: Mistrzowie spinjitzu – Nya
  - Lorax – Audrey
  - Madagaskar 3 – Gia
  - Austin i Ally – Tilly Thompson, hejterka Austina (odc. 5)
  - Totalna Porażka: Zemsta Wyspy – Anna Maria
  - Tulisie. Przygoda w słonecznej krainie – Zielona
  - Piraci! – Zaskakująco androgeniczny pirat
  - Dino mama – Sue
  - Alvin i wiewiórki 3 – Zoe
- 2013:
  - Klopsiki kontratakują − Sam Sparks
  - Thor ratuje przyjaciół − Freja
  - Jej Wysokość Zosia − Kraksa
  - Monsters University 
  - Odlotowe agentki – Sam (sezon VI, wersja dla Nickelodeon)
  - Tajemnice domu Anubisa – Hariett Denby (sezon III)
- 2014:
  - Pokémon seria: XY – Trevor
  - Totalna Porażka na wyspie Pahkitew – Amy i Samey
  - Świąteczna zadyma w Los Angeles
  - My Little Pony: Equestria Girls: Rainbow Rocks – Applejack
  - Odlotowe agentki – Sam
  - Doktor Jaciejakiegacie – Rebeka
  - Kosmoloty – Ava
  - Clarence – Mary, mama Clarence’a
  - Pan Peabody i Sherman − Patty Peterson
  - Paczki z planety X − Amanda
  - Steven Universe – Niebieska Diament
- 2015:
  - Sonic Boom – Amy Rose
  - Jamie Mamacki – mama Jamiego
  - Doraemon: Zielona planeta – Kibō
  - Wiedźmin 3: Serca z kamienia – Shani
  - Muminki na Riwierze
  - My Little Pony: Equestria Girls: Igrzyska Przyjaźni – Applejack
  - Violetta: Podróż – Francesca
  - Star Wars: Opowieści Droidów – Księżniczka Leia
  - Disney Infinity 3.0 – Księżniczka Leia
  - Sailor Moon R – Czarodziejka z Księżyca: Film kinowy
  - Przemieńcie się, czarodziejki! – dziewczyna #1
  - Kopciuszek – Gryzelda
  - SpongeBob: Na suchym lądzie – Sandy
  - Fistaszki – Patricia „Peppermint Patty” Reichardt
- 2016:
  - Bob i świąteczna kraksa – Upsi
  - Kroniki rodziny królewskiej – Księżniczka Rozalinda
  - Dishonored 2
  - DC Super Hero Girls: Bohater roku – Martha Kent
  - Angry Birds – Stella
  - My Little Pony: Equestria Girls – Legenda Everfree – Applejack
  - Glitter Force – Emily
  - Legion samobójców
  - Ever After High: Zima wszech baśni – Ashlynn Ella
  - Dyniowe wieści – Violet
  - Krudowie – u zarania dziejów – Sandy
  - Pan Peabody i Sherman Show – Smara
  - Batman v Superman: Świt sprawiedliwości
  - Ever After High: Smocze igrzyska – Ashlynn Ella
  - Kung Fu Panda: Sekrety mistrzów
  - Paka z Pniaka – Pickle
- 2017:
  - The Seven Deadly Sins – Veronica Liones
  - Emotki. Film – Matrix
  - Twój Vincent – La Mousme
  - My Little Pony: Film – Applejack (dialogi)
  - Klopsiki i inne zjawiska pogodowe – Sam Sparks
  - Lego Ninjago: Film – Nya
  - Alfa i Omega: Wyprawa do królestwa niedźwiedzi – Panna Sroczka
  - Bunsen, ty bestio! – Amanda Killman
  - My Little Pony: Equestria Girls – Applejack
  - Dudi: Cała naprzód – Maura
  - Rufus 2: Kocia katastrofa
  - DC Super Hero Girls: Super Hero High – Martha Kent
  - Niech żyje król Julian – Dorotka
  - Ozzy – Susan
  - Horizon Zero Dawn – Daradi
  - Bystry Bill – Sońka
  - Pokémon seria: XYZ – Trevor
- 2018:
  - Smocza pilotka: Hisone i Masotan – Nao Kaizaki
  - Scooby-Doo! spotyka ducha łasucha – Reporterka
  - DC Super Hero Girls – Wonder Woman
  - Tarzan i Jane – Eleanor
  - Futrzaki ruszają na ratunek – Zaka
  - Pup Star – Sally
  - Więzień labiryntu: Lek na śmierć – Brenda
  - Tam, gdzie mieszka Bóg – Beth
  - Kacze opowieści – Magika de Czar
  - Piotruś Królik – Kłapcia
  - Fernando – Lupe
- 2020:
  - Cyberpunk 2077 – Christine Markov

## Życie prywatne
W latach 2002–2017 była związana z aktorem Marcinem Bosakiem, z którym była zaręczona. Para ma dwóch synów: Władysława (ur. lipiec 2008) i Jana (ur. lipiec 2012).